# نشریه آقاقان
نشریهٔ آقاقان نشریه‌ای است به زبان ارمنی که توسط روستاییان آقاقان از سال ۱۹۱۰ و در تبریز منتشر می‌شد.